# Misy-sur-Yonne
Misy-sur-Yonne ist eine französische Gemeinde mit 857 Einwohnern (Stand 1. Januar 2022) im Département Seine-et-Marne in der Region Île-de-France. Die Gemeinde liegt am Fluss Yonne, fünf Kilometer östlich von Montereau-Fault-Yonne an der Grenze zum Département Yonne. Misy-sur-Yonne gehört zum Gemeindeverband Pays de Montereau.

## Sehenswürdigkeiten
- Kirche Saint-Martin, erbaut ab dem 13. Jahrhundert (Monument historique)
- Kapelle Saint-André, erbaut 1827
- Schloss, erbaut um 1745
- Wasserturm

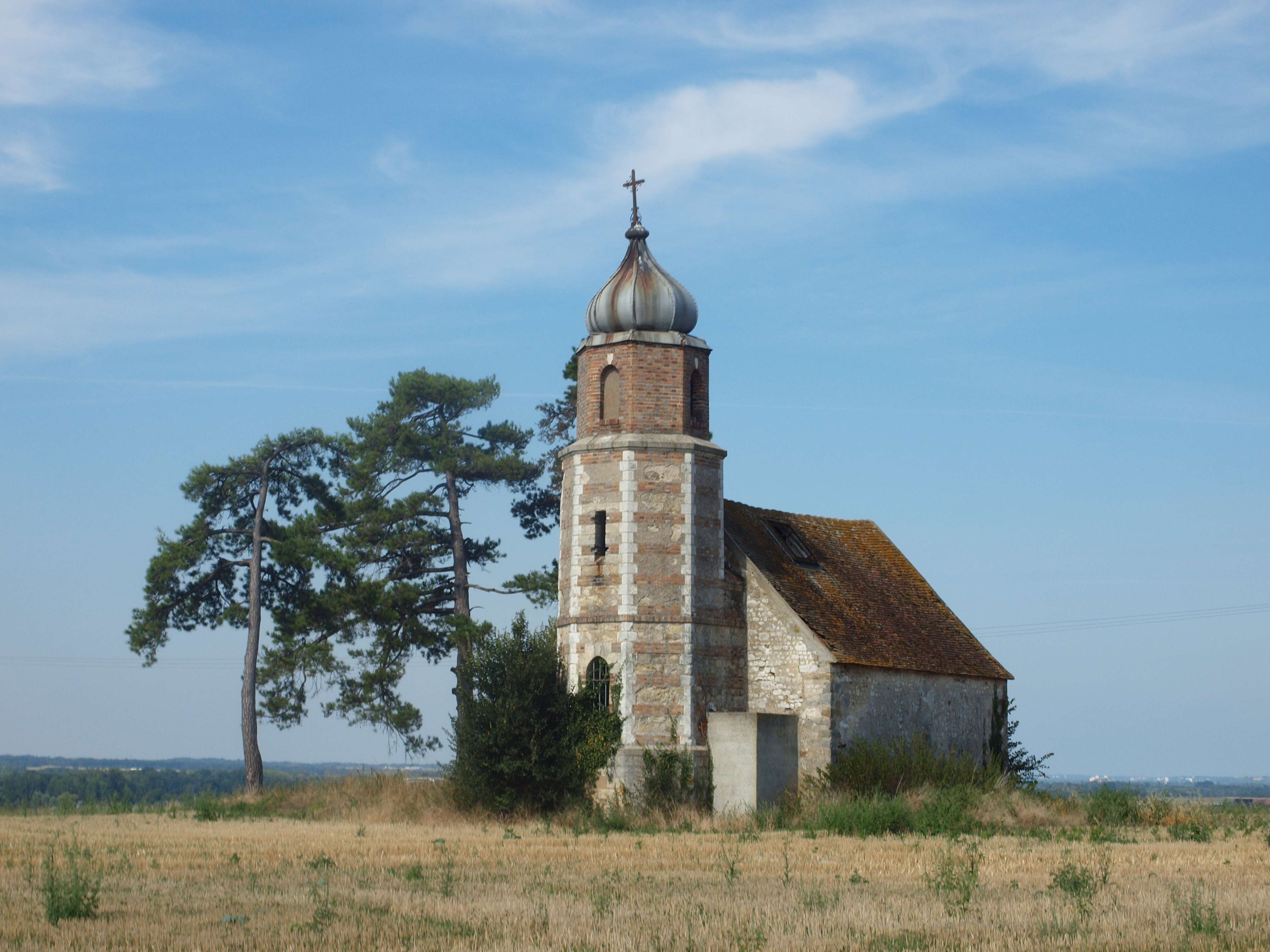
Kapelle Saint-André
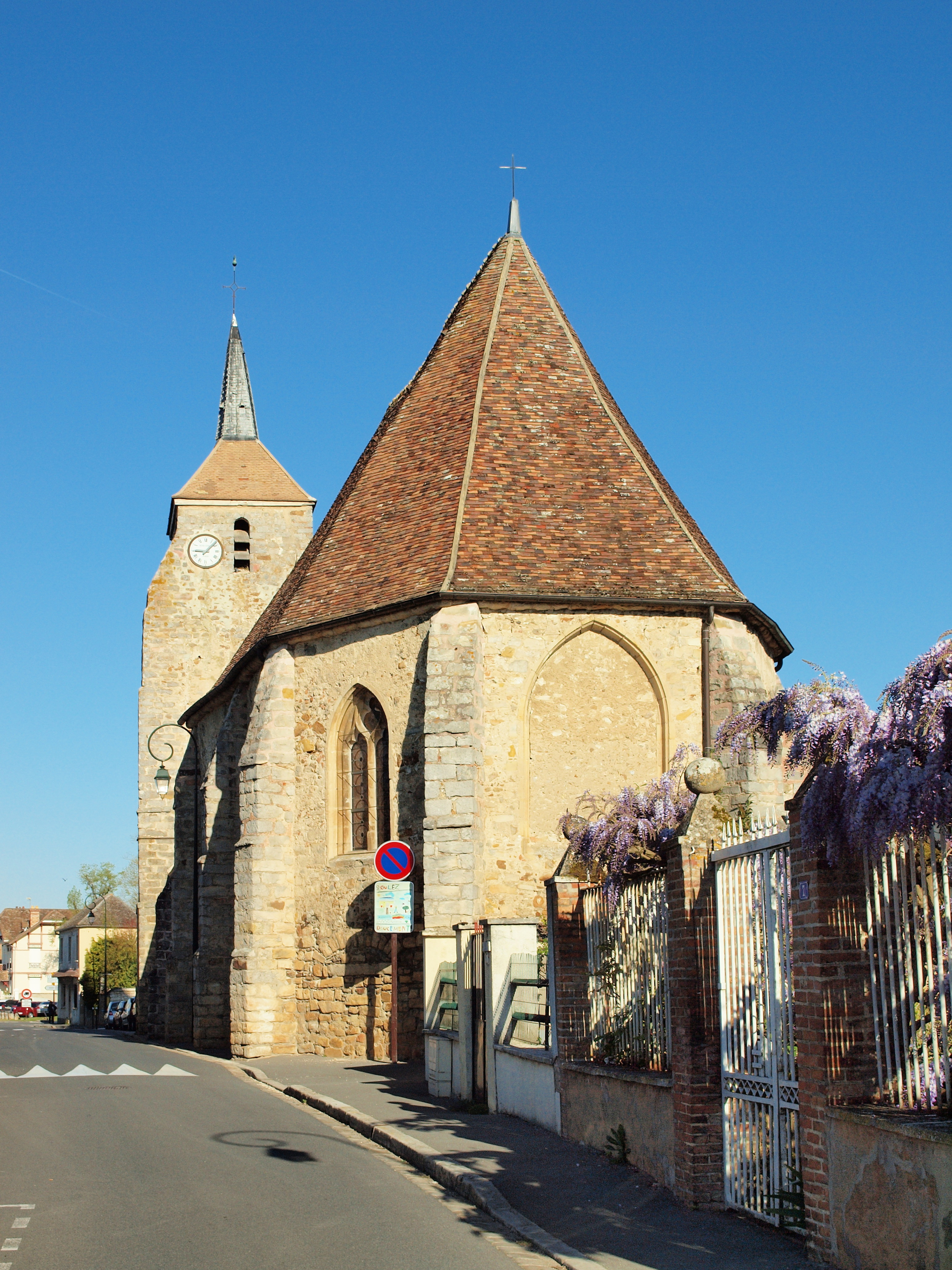
Kirche Saint-Martin
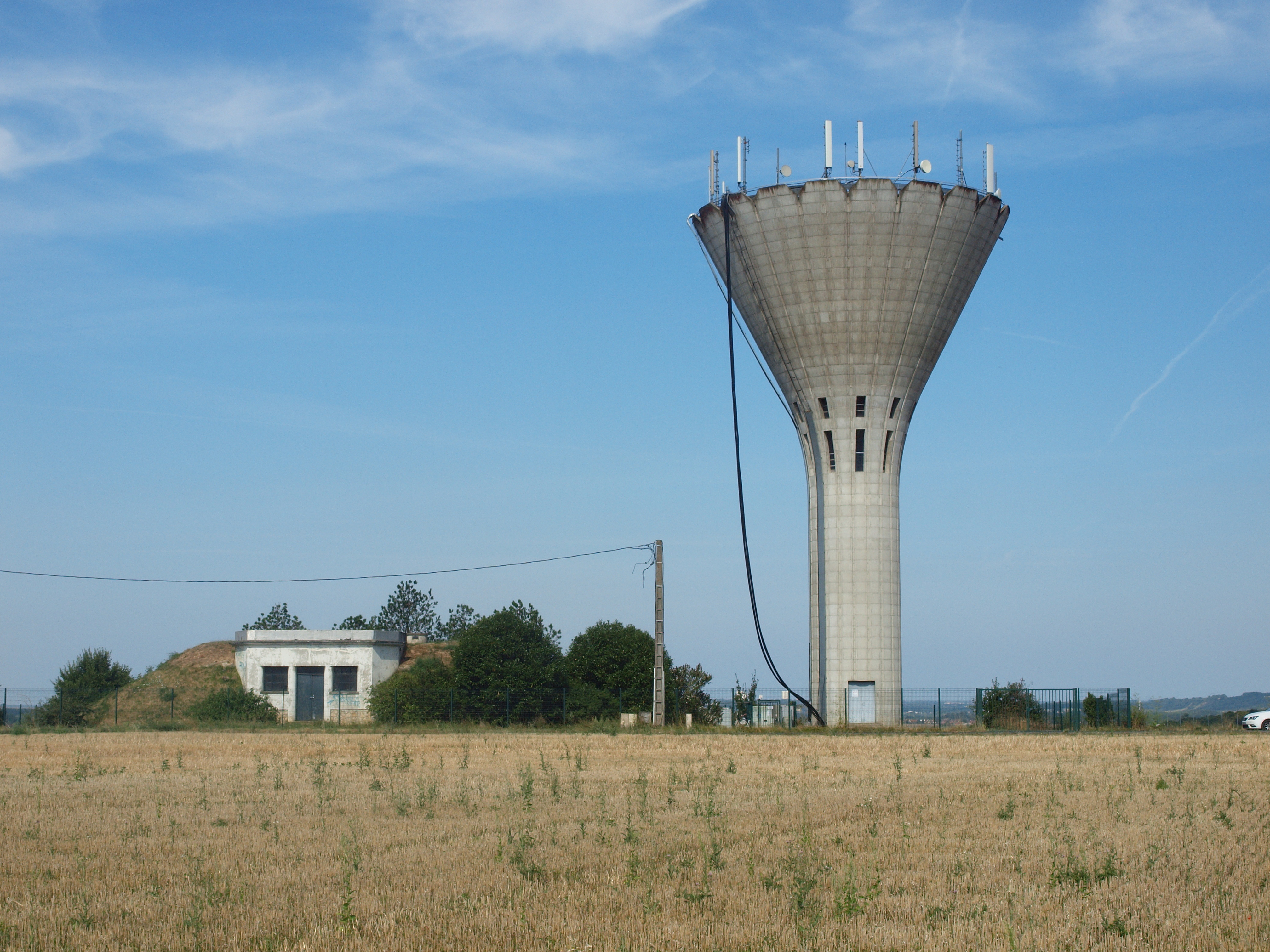
Wasserturm

## Persönlichkeiten
- Jan Piotr Norblin (1745–1830), Maler